# Championnat NCAA féminin de golf
Le Championnat NCAA de golf féminin est un ensemble de championnats de golf organisées par la National Collegiate Athletic Association, association sportive universitaire américaine. La compétition est divisée en trois divisions. Le premier championnat a eu lieu durant la saison 1981-1982, ajouté au côté de 12 autres sports féminins. L'équipe tenant du titre en 2021 en première division est l'équipe des Rebels d'Ole Miss.